# Chiesa della Santissima Trinità dei Pellegrini (Roma)

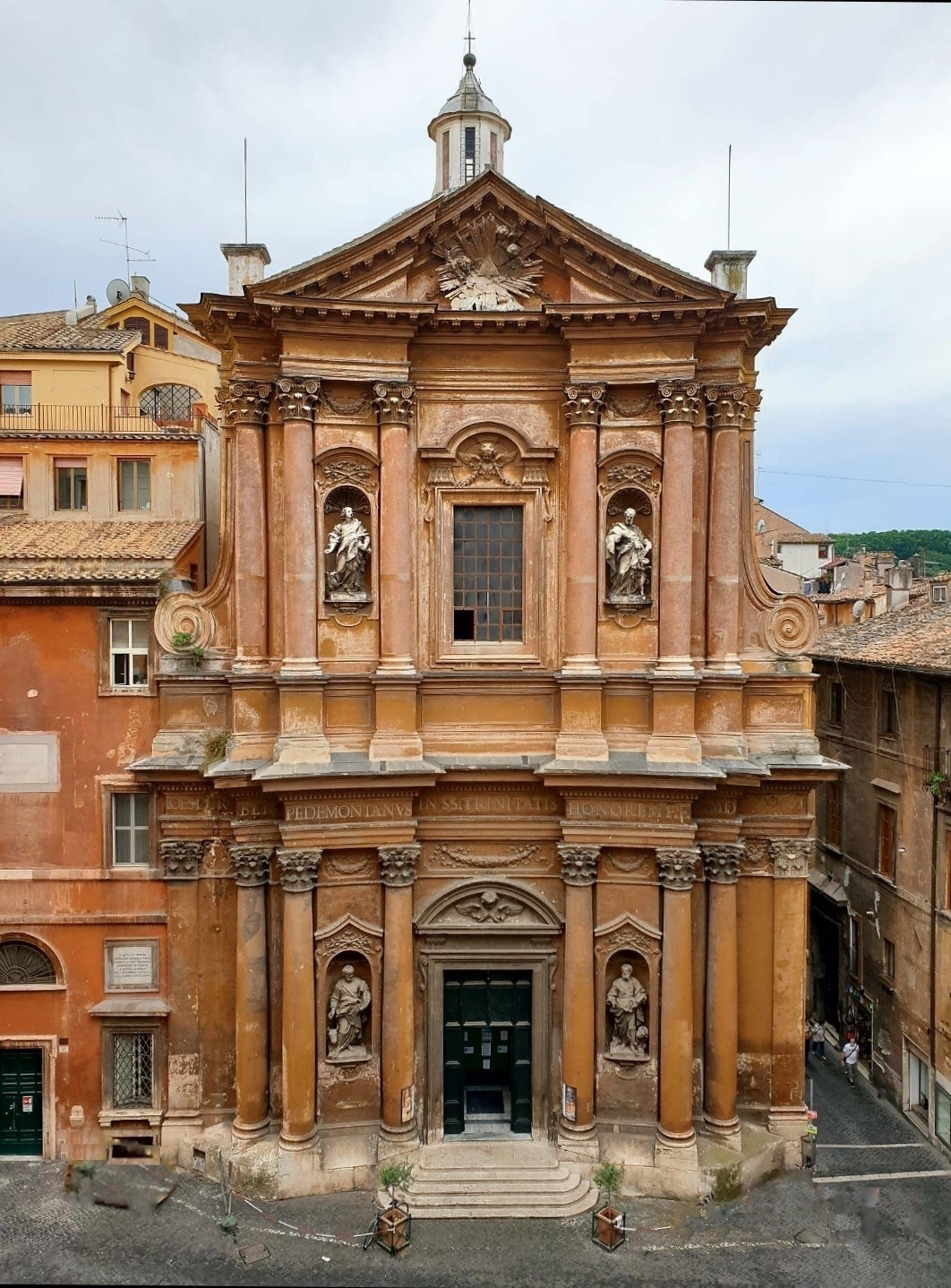
Facciata prima del restauro del 2024

La chiesa della Santissima Trinità dei Pellegrini è un luogo di culto cattolico che si trova nel centro storico di Roma in Piazza della Trinità dei Pellegrini nel Rione Regola, vicina ad importanti monumenti come Palazzo Farnese, Ponte Sisto, Campo de' Fiori e Via Giulia.
La chiesa è sede della parrocchia personale di rito tridentino affidata alla Fraternità Sacerdotale di San Pietro.

## Storia
Nel 1540, per iniziativa di Filippo Neri, un gruppo di laici iniziò a riunirsi nella chiesa romana di San Girolamo alla Carità per portare avanti iniziative caritatevoli. La forte crescita del numero degli associati spinse Neri a dare uno status canonico alla sua associazione e Papa Paolo III la riconobbe come Confraternita della Santissima Trinità del Sussidio. Per il giubileo del 1550, la confraternita si assunse l'onere di ospitare presso una propria casa i pellegrini, con particolare riguardo per coloro che giungevano da più lontano.

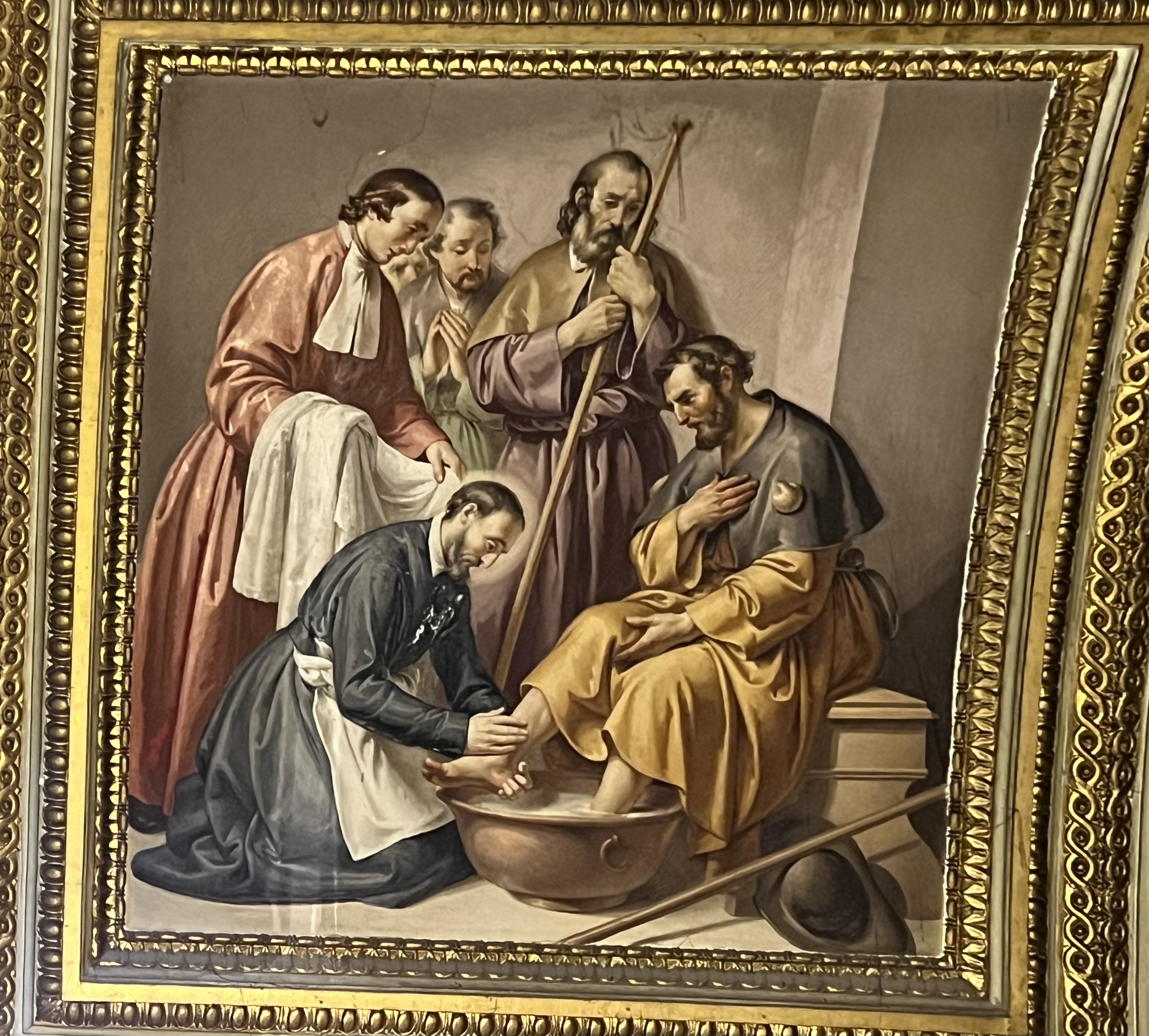
San Filippo Neri lava i piedi ai pellegrini nell'Ospizio da lui fondato. Affresco di Filippo Bigioli, cappella di San Filippo Neri, 1853.

Terminato l'anno santo, il sodalizio rivolse le proprie cure ai malati poveri che, dimessi dagli ospedali cittadini, non avevano dove passare la convalescenza. Nel 1558 Papa Paolo IV le assegnò l'uso perpetuo della chiesa di San Benedetto in Arenula, edificio menzionato già in un documento di Papa Urbano III del 1186, che versava in condizioni molto precarie; nel 1559 la confraternita acquistò nei dintorni della chiesa una casa da adibire ad Ospedale-Ospizio. Il giubileo del 1575 vide ospitati nelle strutture della Confraternita più di 180 000 persone. Quando Papa Gregorio XIII nel 1579 donò definitivamente la chiesa alla confraternita, essa possedeva numerose case e immobili nella zona.
Versando la chiesa in pessime condizioni, la confraternita decise di demolirla e di ricostruirla ex novo: la prima pietra fu posta il 26 febbraio 1587, la solenne consacrazione avvenne il 12 giugno 1616, dopo alterne fasi di ferventi lavori e di stasi, con il nome di Santissima Trinità e San Benedetto. Molte parti dell'edificio, come la cupola e la facciata, e diversi annessi furono portati a termine nei decenni successivi.
A causa delle frequenti divergenze tra il parroco di San Benedetto e la confraternita, nel 1601 la parrocchia fu soppressa e fatta rientrare nella giurisdizione di quella di San Lorenzo in Damaso.
Dopo il giubileo del 1575 in cui la confraternita iniziò la propria opera di cura per i pellegrini, in tutti gli Anni Santi successivi la chiesa della Trinità e il suo Ospizio continuarono ad essere il fulcro dell'accoglienza religiosa a Roma, ospitando fino a 400.000 persone, fino al giubileo del 1825. Nel 1848, essendo Pio IX contrario alla guerra d'indipendenza e al relativo spargimento di sangue, fuggì dallo Stato e si rifiutò di tornare. Roma allora, indette le elezioni, nel 1849 proclamò la Repubblica contro la quale Pio IX richiese e ottenne l'intervento militare della Francia che assediò Roma, conquistandola con grande spargimento di sangue e consegnandola al Papa ai primi di luglio 1849. Durante l'assedio francese, l'Ospedale dei Pellegrini ospitò la sede del Comitato di Soccorso pei Feriti, formalmente diretto da padre Alessandro Gavazzi, ma di fatto condotto dalla principessa Cristina Trivulzio di Belgiojoso. Facevano parte del Comitato altre donne di valore come Giulia Bovio Paulucci de Calboli, Giulia Calame Modena, Enrichetta di Lorenzo Pisacane e la giornalista americana Margaret Fuller Ossoli e molte altre che coordinavano donne di ogni condizione che su vari turni assistevano i feriti. L'Ospedale dei Pellegrini durante tutto l'assedio assistette più di 1500 feriti, tra i quali il patriota genovese Goffredo Mameli che, ferito a una gamba il 3 giugno e amputato troppo tardi morì di gangrena ai primi di luglio. A causa dei rivolgimenti politici dello Stato Pontificio e della Roma dei primi anni del Regno d'Italia che videro la soppressione degli anni santi del 1850 e 1875, la confraternita perse la sua specificità, e la chiesa della Trinità rimase un semplice luogo di culto come altri in città.

## Architettura e arte

Dettaglio del timpano

### La facciata

Statua di San Matteo nella facciata

Dettaglio della lunetta sul portale

Nel 1722 il mercante piemontese Giovan Battista De Rossi commissionò a Giuseppe Sarti la costruzione dell'attuale facciata su disegno del romano Francesco De Sanctis, celebre architetto della scalinata di Piazza di Spagna. I lavori furono portati a compimento nel giugno del 1723, come ricordato dall'iscrizione bronzea sulla facciata. Il prospetto è realizzato in travertino, leggermente inflesso e bipartito dalla trabeazione, è fiancheggiato da paraste a capitello composito su cui si allineano le ampie volute del secondo piano. Dodici colonne libere, con alta base e capitello dello stesso tipo, racchiudono quattro nicchie decorate da cornici mistilinee, cuspidate e lunettate, con alla sommità rami di giglio intrecciati. Il portale in travertino, accesibile tramite cinque scalini di travertino, è sormontato da un'iscrizione che attesta l'antica indulgenza concessa a chi visitava la chiesa e da una lunetta con angelo ad altorilievo. Nel secondo registro mediano si apre il finestrone sormontato da un archivolto con testa di cherubino ad altorilievo. Il timpano, ornato da mensole alternate a rosette, presenta al centro il triangolo trinitario in stucco, circondato da una raggiera e da diversi putti in stucco. Nelle nicchie ornate da conchiglie in altorilievo trovano luogo quattro statue in pietra raffiguranti gli Evangelisti, realizzate nel 1723 dal romano Bernardino Ludovisi. Sulla sommità del timpano è stata collocata una croce in ferro battuto in occasione dei restauri del 2024 .

### Controfacciata

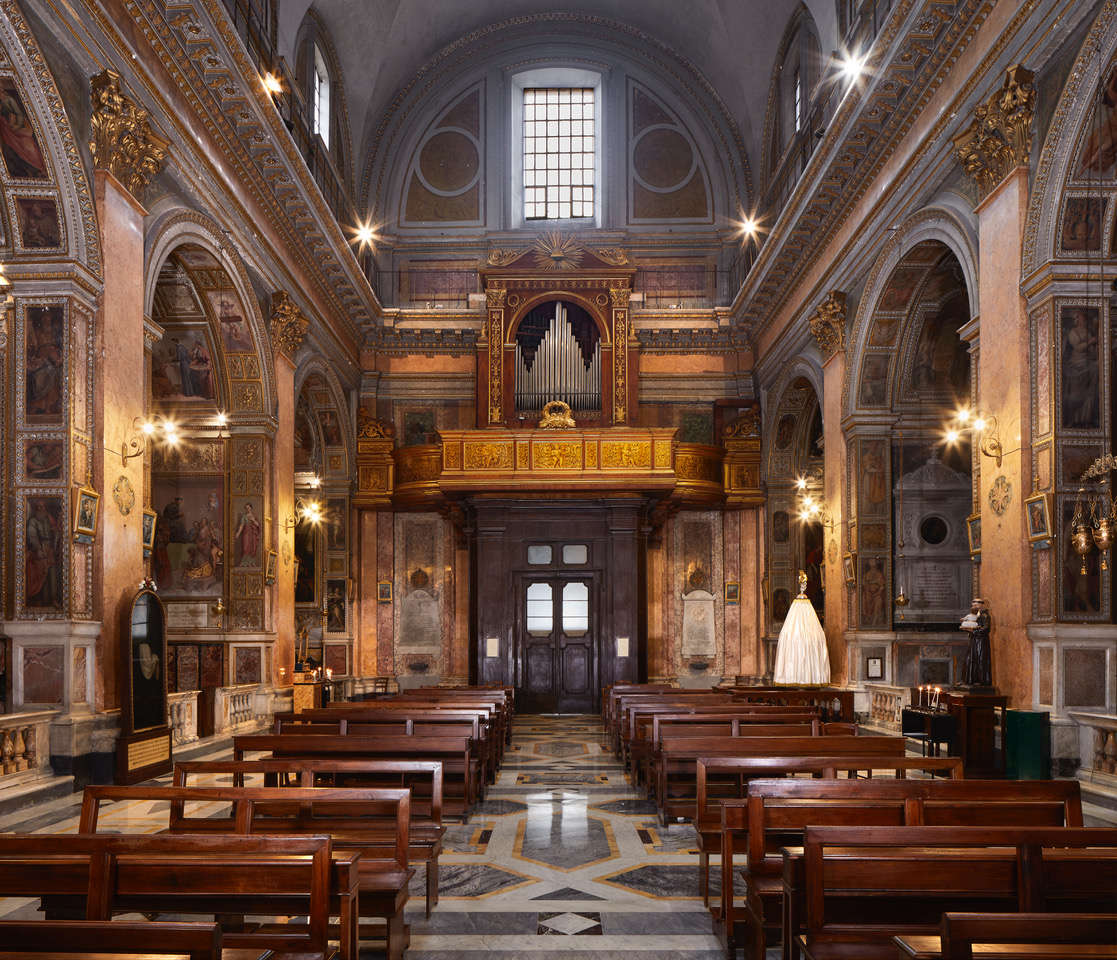
Vista della controfacciata

La bussola in legno di faggio a tre porte presenta sul soffitto lo stemma del cardinale Alessandro Damasceni Peretti, nipote di Papa Sisto V e protettore dell'Arciconfraternita della Trinità dei Pellegrini e Convalescenti, che finanziò i lavori di costruzione della cantoria.
La cantoria in legno decorata con putti a lumeggiatura in oro ospitava un organo realizzato nel 1623 per volere del cardinale Alessandro Damasceni Peretti, sostituito nel 1848 da un nuovo strumento realizzato dall'organaro Gaetano Priori con decorazioni lignee di Antonio Sarti.
Occultata dall'organo è l'epigrafe che ricorda la consacrazione della chiesa avvenuta nel 1616.
Ai lati della bussola due acquasantiere in marmo grigio, la lastra tombale con ritratti degli illustri professori di medicina Gaetano (+1847) e Achille Lupi (+1852), padre e figlio, e di Anna Monti (+ 1837), morta a quarantasei anni contraendo il colera mentre assisteva il figlio contagiato.

### Navata

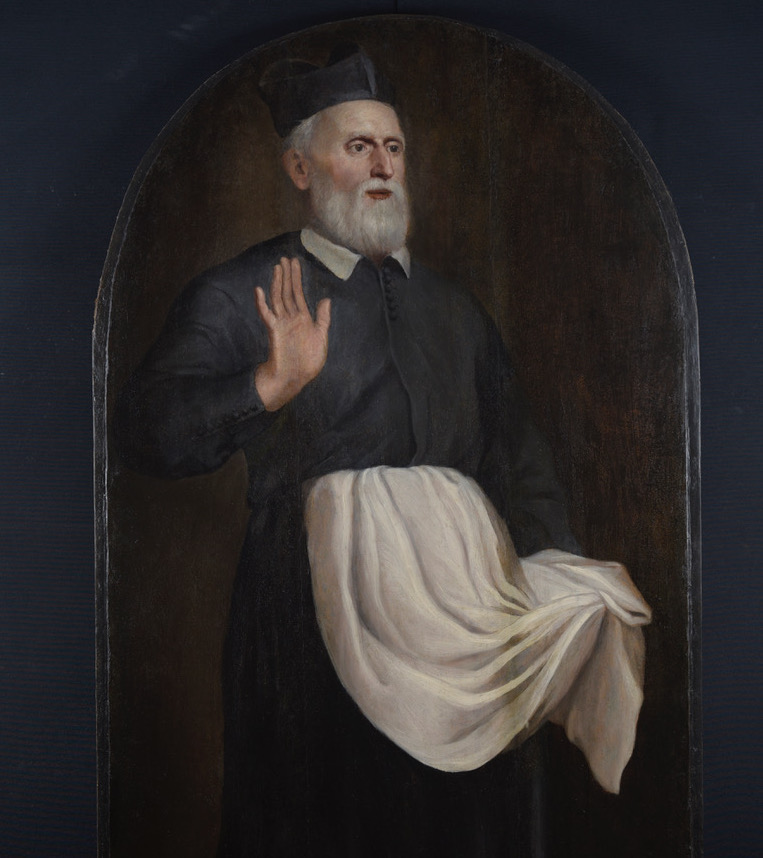
San Filippo Neri con grembiule per la lavanda dei piedi ai pellegrini

La chiesa presenta una pianta a croce latina in cui si aprono lateralmente sei cappelle rettangolari simmetriche coperte da volte a botte divise da setti trasversali scanditi lungo la navata da paraste a capitello corinzio dorato. Il transetto presenta due altari ed è sormontato da una grande cupola che poggia su un tamburo con quattro pilastroni angolari e otto colonne corinzie in scagliola. L'attuale sistemazione interna è dovuta ai lavori di Martino Longhi il vecchio e di Giovan Paolo Maggi attuata tra il 1587 e il 1616. La volta della chiesa era decorata da una serie di affreschi ottocenteschi, opera di Raffaele Ferrara che rappresentavano la storia della Confraternità della Santissima Trinità dei Pellegrini e cancellati negli anni 60 del '900. Sono opera del bolognese Andrea Cantaurio le decorazioni a finto marmo sotto i finestroni, i rivestimenti in scagliola ad imitazione di giallo antico, i capitelli e le decorazioni sulle pareti della navata. Il pavimento marmoreo a riquadri geometrici fu invece realizzato nel 1878, sostituendo il precedente pavimento in cotto. Sono ottocenteschi anche i confessionali e le lampade pensili in ottone dorato nelle capelle laterali. 
A destra tra le cappelle del Crocifisso e di San Filippo, una tela settecentesca raffigurante Gesù Nazareno, secondo l'iconografia dei Padri Trinitari, molto diffusa nelle chiese del Rione Regola, restaurata e ri-esposta alla venerazione dei fedeli dal 2021.
Tra le cappelle di San Filippo e di San Giovanni Battista de Rossi una tavola in legno di pioppo con cornice scolpita raffigurante San Filippo Neri con grembiule per la lavanda dei piedi ai pellegrini. Come precisato anche dalla didascalia in basso fu dipinta da un pittore ospite dell'Ospizio dei Pellegrini, contro il volere del santo. Gode dunque del primato di essere l'unica immagine realizzata quando San Filippo Neri era vivente, essendo invece le altre ispirate alla maschera funeraria.
Di grande pregio la settecentesca immagine miracolosa della Madonna con Bambino, sotto il titolo di Succurre Miseris, realizzata dal pittore Giuseppe Antonio Ghedini nel 1747, ornata di ricca cornice in legno dorato, già esposta nella cappellina del Monte di Pietà sita in Via dell'Arco del Monte e qui traslata nel XIX secolo.
A sinistra una tela ovale con cornice il legno dorato raffigurante il Sacro Cuore di Gesù attribuita al celebre artista gesuita Andrea Pozzo e proveniente dalla chiesa di Santa Maria della Pace.
Una modesta statua devozionale di Sant'Antonio da Padova (anni 1930 circa). 
Un fonte battesimale con vasca in marmo giallo di Siena e coperchio settecentesco in noce scolpito, coperto da conopeo in seta bianca e recintato da balaustra in noce, è stato collocato nel 2019, per provvedere ai battesimi della Parrocchia fondata nel 2008.

### Cappella del Santissimo Crocifisso

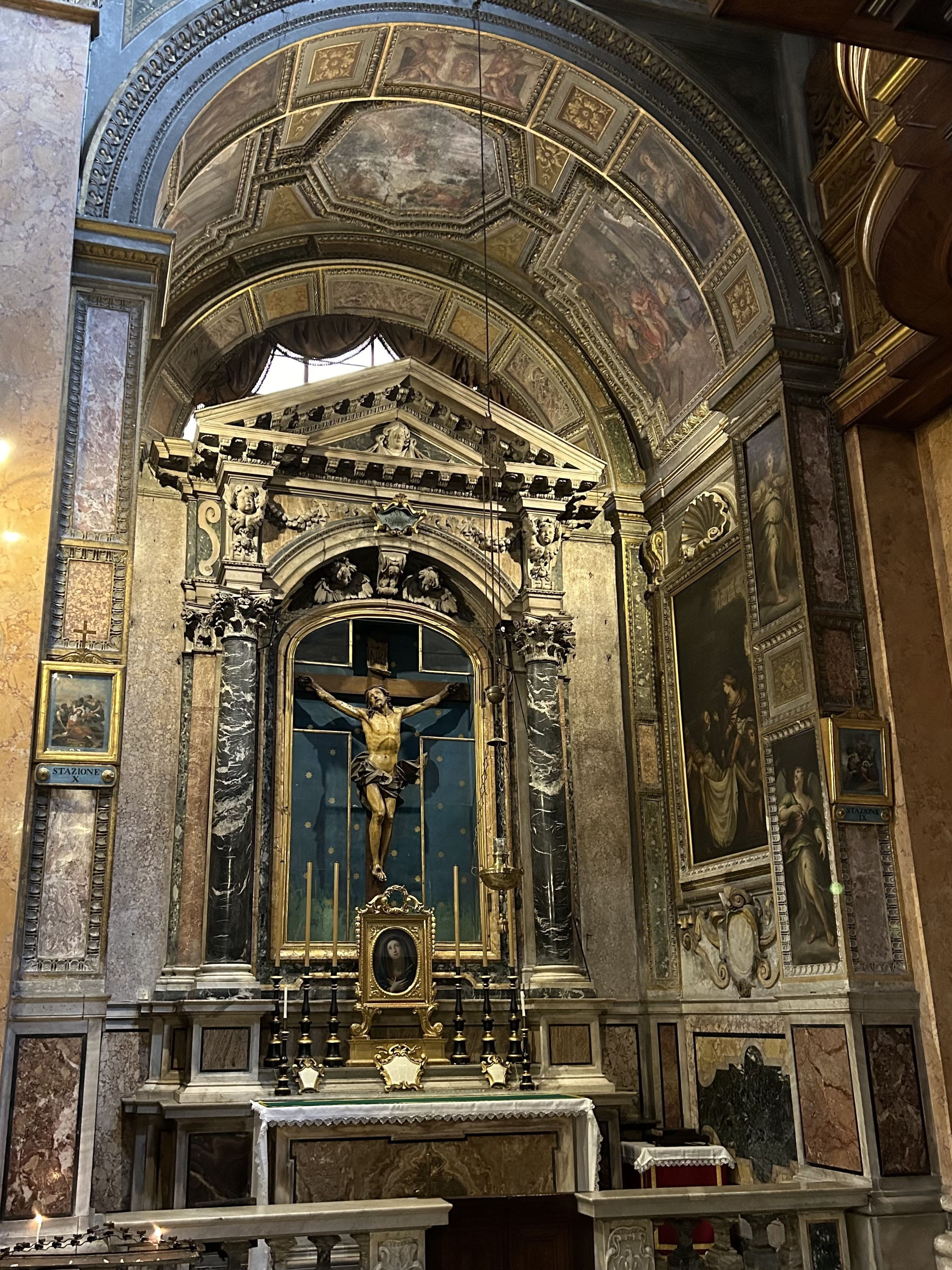
La cappella del Crocifisso

La prima cappella a destra è dedicata al Santissimo Crocifisso, di cui si conserva una scultura lignea policroma settecentesca, all'interno di una nicchia a fondo stellato, decorata a spese di Giovanni Battista Lucatelli nella prima metà del 1600. Sull'altare si conserva un'immagine miracolosa della Madonna Addolorata risalente al XVIII secolo che prodigiosamente mosse gli occhi durante la campagna militare di Napoleone.

Prodigiosa effigie della Madonna Addolorata

Non si conosce l'autore del ciclo pittorico. Sulla parete a sinistra La Veronica che asciuga il Volto del Redentore e a destra la Deposizione di Cristo. Al centro della volta in una formella ottogonale L'orazione nell'orto, ai lati la Flagellazione e l'Incoronazione di spine. Nell'intradosso Quattro tele di Angeli con gli strumenti della Passione, San Giovanni Battista e Santa Vittoria Martire, allusione agli antichi commitenti della cappella, il cui stemma è scolpito ai lati della porticina nella balaustra di marmo. Al centro due angioletti che mostrano il Sudario di Gesù. La cappella presenta due colonne in marmo grigio venato di bianco, è l'unica della chiesa ad avere un finestrone ed è usata principalmente per la celebrazione delle Messe per i defunti.

### Cappella di San Filippo Neri

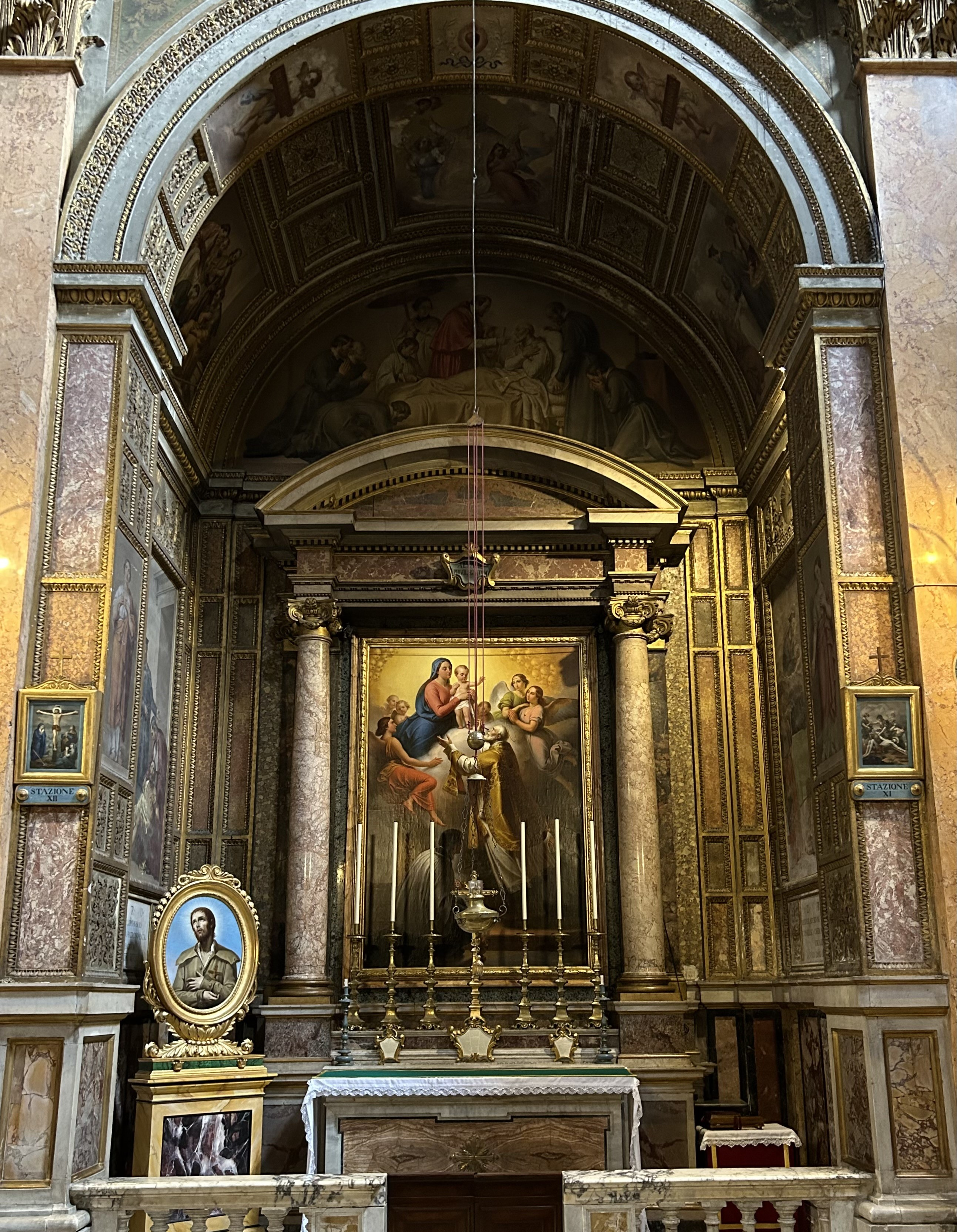
La cappella di San Filippo Neri

La seconda cappella a destra è dedicata a San Filippo Neri, fondatore dell'Arciconfraternita della Santissima Trinità dei Pellegrini e Convalescenti in Roma, già anticamente dedicata a San Francesco d'Assisi e decorata dalle pitture rinascimentali di Giovanni de' Vecchi e di Angelo Papi (XVIII sec.). La cappella venne totalmente rinnovata e ridecorata nel 1852, sostituendo l'antico assetto seicentesco. 
Tutti i dipinti sono opera del marchigiano Filippo Bigioli di San Severino (1798-1878), attivo a Roma presso l'Accademia di San Luca. Sull'altare la pala raffigurante San Filippo Neri in estasi durante la Messa, sulle pareti e sulla volta invece le scene che ricordano le opere compiute da San Filippo Neri a beneficio dei pellegrini qui un tempo ospitati: l'Ospitalità di San Filippo Neri, la Predica ai convalescenti e pellegrini, la Lavanda dei piedi ai pellegrini,  la Distribuzione dei pasti alla mensa dei pellegrini l'Apoteosi di San Filippo Neri. Nella lunetta sull'altare, invece, San Filippo Neri moribondo che riceve il Viatico dal Cardinal Federico Borromeo assistito da Cesare Baronio e Giovanni Giovenale Ancina. Nell'arco completano le decorazioni Angeli con il cartiglio DILECTUS DEO / ET HOMINIBUS (amato da Dio e dagli uomini), Allegorie della Carità e il Cuore ardente e puro di San Filippo Neri.
A lato sinistro è collocata una tela ovale, con cornice in legno dorato raffigurante San Giuseppe Benedetto Labre, che spesso visitò l'antico Ospizio dei Pellegrini.

### Cappella di San Giovanni Battista de Rossi

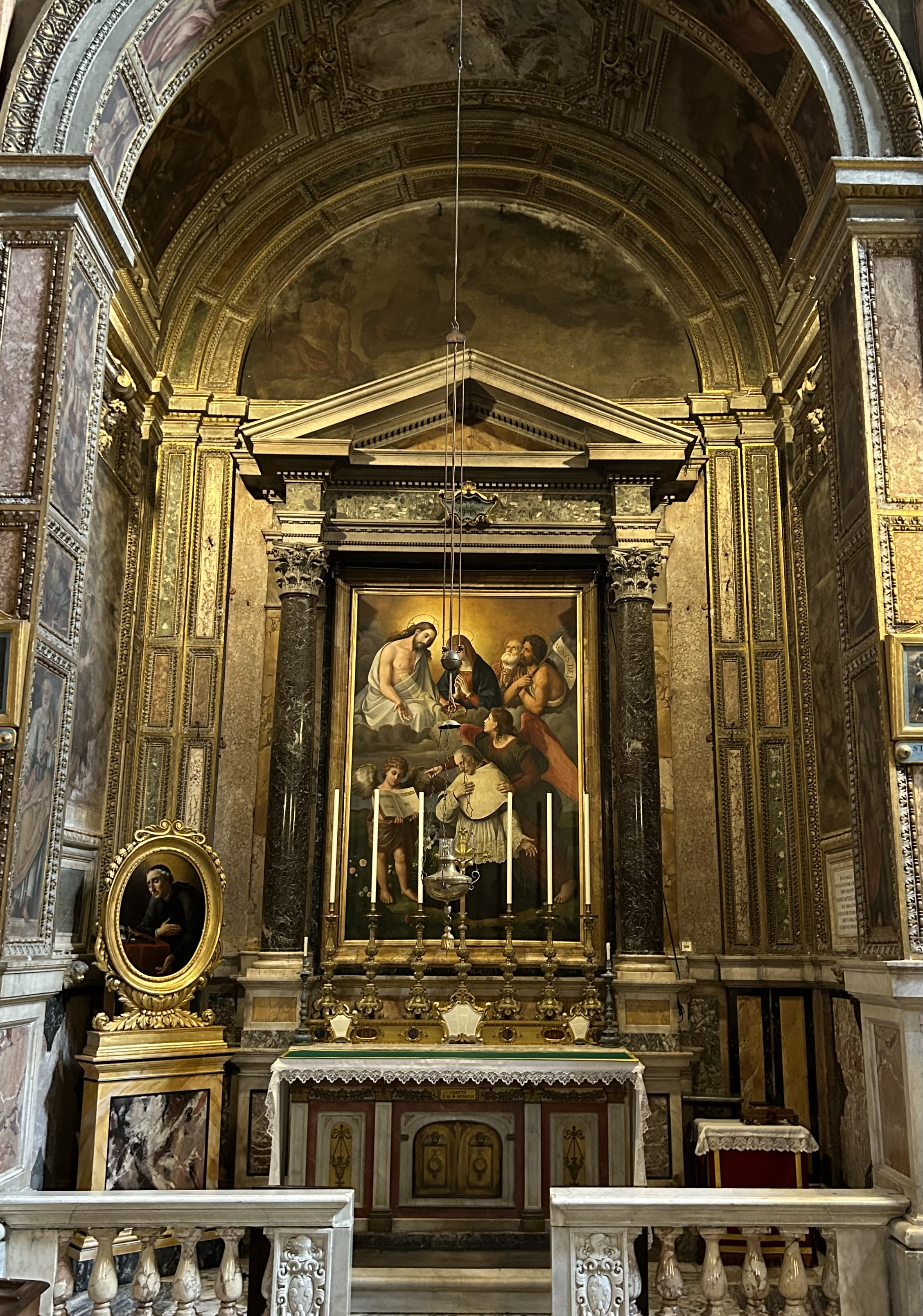
La cappella di San Giovanni Battista de Rossi

La terza cappella a destra è dedicata a San Giovanni Battista de Rossi, devotissimo sacerdote di origine ligure, membro dell'Arciconfraternita della Santissima Trinità dei Pellegrini, che morì nell'Ospizio adiacente e fu sepolto in chiesa. In occasione della sua canonizzazione nel 1881, i confratelli gli consacrarono questa cappella, già precedentemente intitolata all'Annunciazione di Maria, raffigurata in una pala un tempo posta sull'altare e attualmente collocata sull'altare della sagrestia. Il corpo del Santo fu sepolto nell'altare, realizzanto in occasione della canonizazione, fino al 1965. 
Al centro dell'altare è posto il dipinto raffigurante Cristo con la Madonna e i Santi Giovanni Battista e Filippo Neri che incorona San Giovanni Battista de Rossi, realizzato da Antonio Bianchini nel 1882. Gli affreschi seicenteschi sulle pareti sono opera di Giovanni Battista Ricci da Novara e presentano episodi della vita di San Giulio, patrono del committente Giulio Maffioli di Novara: sulla parete di destra San Giulio che esorcizza alcuni indemoniati, sulla parete di sinistra San Giulio che riattacca il dito a un falegname feritosi nel segare un legno, nella lunetta San Giulio che attraversa il Lago d'Orta camminando sul proprio mantello; sulla volta San Giulio che aggioga un lupo al carro a destra, San Giulio che scopre la bugia del carrettiere a sinistra; nella formella centrale della volta l'Incoronazione di Maria. Lungo l'arco i Santi protettori della famiglia Maffioli: San Pietro, San Paolo, Sant'Antonio Abate, San Matteo, San Michele Arcangelo, Sant'Andrea, Sant'Agostino, Sant'Antonio da Padova, San Giovanni Battista, San Giovanni Evangelista, San Francesco d'Assisi, San Bonaventura e la Colomba dello Spirito Santo circondata da angeli. Ai lati della pala d'altare si ergono due colenne in verde ponsevere. 
A lato sinistro è collocata una tela ovale, con cornice in legno dorato raffigurante ancora San Giovanni Battista de Rossi.

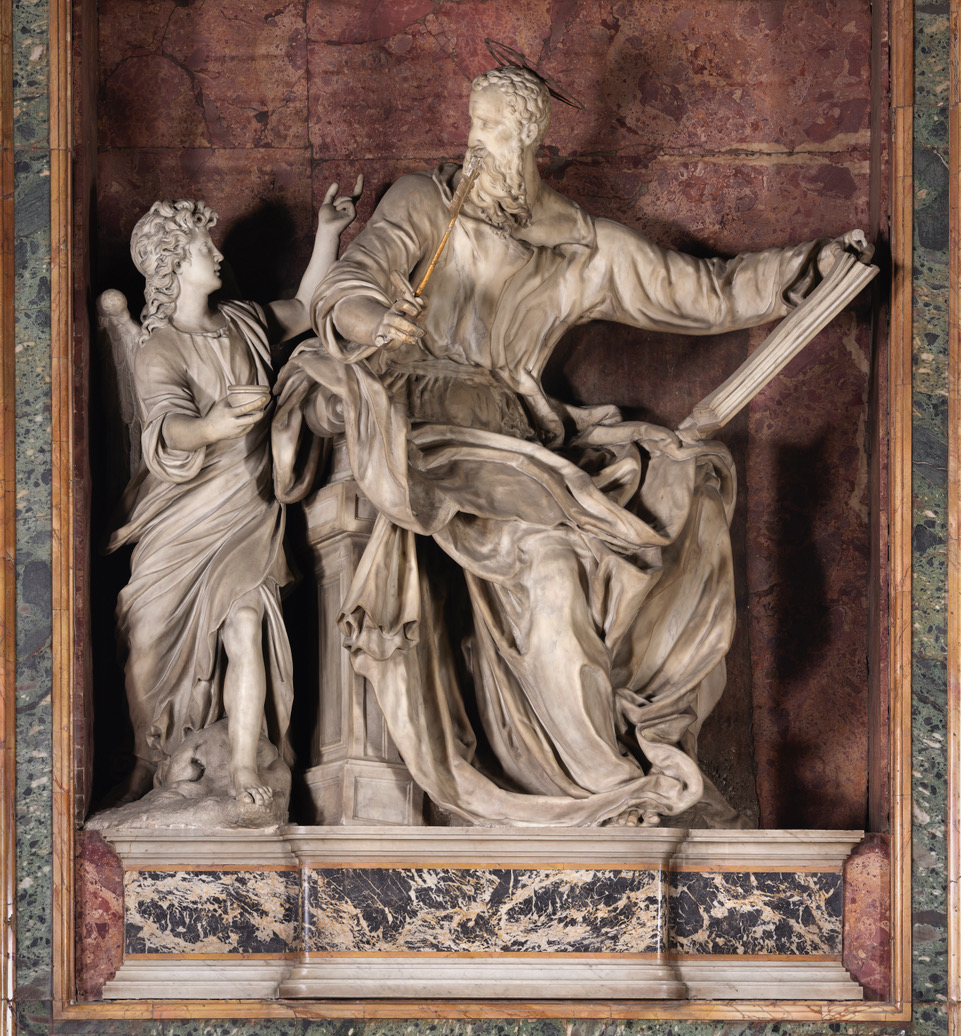
San Matteo e l'Angelo

### Cappella di San Matteo Apostolo ed Evangelista
La quarta cappella a destra, nel transetto, è dedicata all'Apostolo Matteo, patrono scelto da San Filippo Neri per l'Arciconfraternita della Santissima Trinità dei Pellegrini e Convalescenti. All'interno di una nicchia quadrata rivestita di marmi è collocato il gruppo scultoreo di San Matteo e l'angelo, opera marmorea del fiammingo Jacob Cornelisz Cobaert (1535-1615). 
Inizialmente la statua fu commissionata all'artista nel 1587 per la celebre Cappella Contarelli nella chiesa di San Luigi dei Francesi, ma alla consegna nel 1602 il committente cardinal Matthieu Cointrel non ne fu affatto soddisfatto e ne ordinò la rimozione dall'altare dopo neanche due settimane, commissionando infine a Caravaggio il celeberrimo San Matteo e l'angelo da porre al suo posto come pala d'altare. Il santo apostolo ed evangelista è raffigurato seduto nell'atto di scrivere il Vangelo che porta il suo nome, mentre un angelo che avanza sulle nubi gli presenta il calamaio con l'inchiostro. L'angelo fu aggiunto successivamente a completamento dell'opera rimasta incompiuta per la morte di Cobaert, e venne realizzata dal fiorentino Pompeo Ferrucci nel 1615 quando i confratelli della Trinità dei Pellegrini decisero di acquistarla per dedicare un altare al loro protettore. 
Ai lati del gruppo scultoreo si ergono due colonne di marmo bigio morato, mentre il paliotto è realizzato in specchio d'alabastro. L'iscrizione latina a caratteri dorati CREDO / SANCTORVM / COMMVNIONEM, posta nel mezzo del timpano spezzato, ricorda l'articolo del Simbolo degli Apostoli pronunciato proprio dall'Apostolo Matteo. 

### Cappella di San Carlo Borromeo

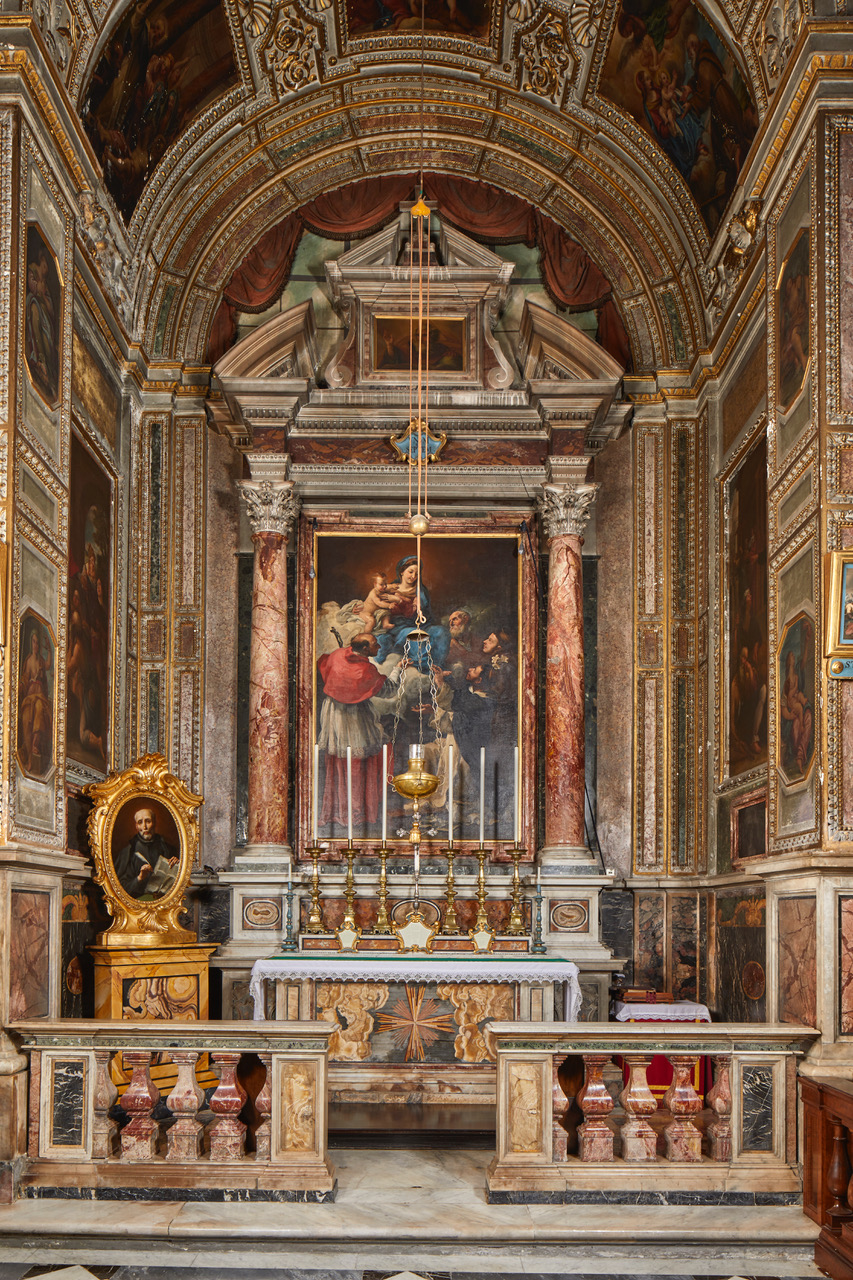
La cappella di San Carlo Borromeo

La prima cappella a sinistra è dedicata alla Madonna del Rosario che offre la sacra corona a San Carlo Borromeo, a San Domenico di Guzman, a San Filippo Neri e a San Felice da Cantalice, e fu commissionata nel 1677 dal chirurgo Domenico Altimani da Vignola, come attesta l'epigrafe posta sulla parete sinistra. Sull'altare la tela raffigurante i dedicatari è opera dell'artista francese Guillaume Courtois, detto il Borgognone. 

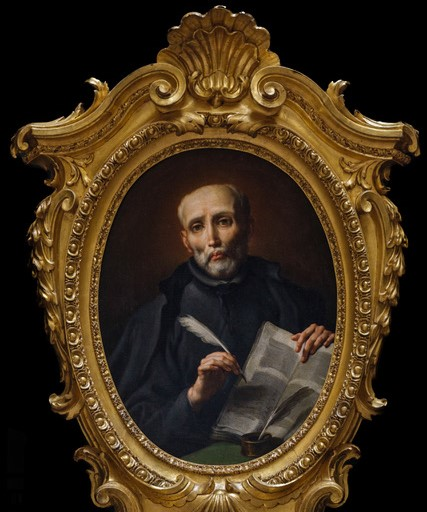
Immagine di San Giuseppe Calasanzio

Gli altri dipinti murari furono realizzati dall'abruzzese Giovan Battista Ferretti (seconda metà del XVII sec.): sulla parete di destra l'Ospitalità di San Filippo Neri ai pellegrini e ai convalescenti, su quella di sinistra la Carità di San Carlo Borromeo. Nella vòlta Gesù Cristo Redentore del mondo in gloria tra due affreschi raffiguranti San Domenico di Guzman che risuscita Napoleone Orsini e San Felice da Cantalice che riceve tra le braccia Gesù Bambino dalla Madonna. Nel sottarco quattro allegorie di virtù: Giustizia, Umiltà, Carità e Prudenza. Nell'arco il Cuore ardente di San Filippo Neri, tra due affreschi ritraenti un Angelo che mostra il galero cardinalizio di San Carlo Borromeo e un Angelo con cartiglio CARITAS.
Una tela raffigurante Dio Padre benedicente è posta sopra la pala d'altare, nel mezzo del timpano spezzato. Ai lati della pala d'altare si ergono due preziose colonne in diaspro di Sicilia, il paliotto è in specchio d'alabastro e marmo nero venato di bianco, mentre la balaustra è in marmo bianco e in marmo verde antico, con colonnette di marmo portasanta e pilastrini in specchio d'alabastro e marmo verde ponsevere.
A lato sinistro è collocata una tela ovale, con cornice in legno dorato raffigurante San Giuseppe Calasanzio, membro dell'Arciconfraternita della Santissima Trinità dei Pellegrini e Convalescenti.

### Cappella dei Santi Agostino e Francesco d'Assisi

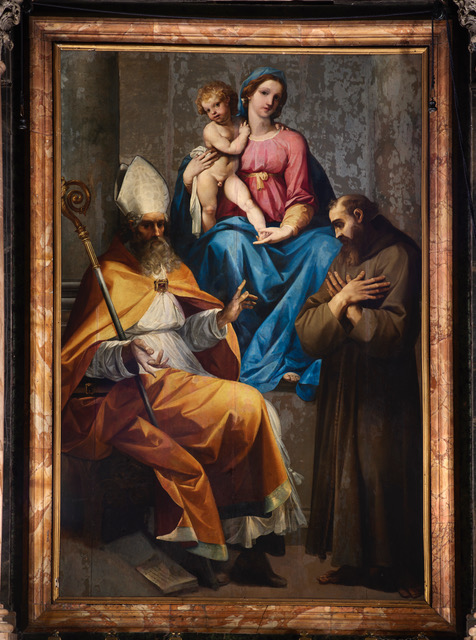
Vergine Maria con Bambino tra i Santi Agostino e Francesco d'Assisi del Cavalier d'Arpino

La seconda cappella a sinistra è dedicata ai Santi Agostino e Francesco d'Assisi, patroni dei due fratelli Agostino e Francesco Radice che finanziarono la decorazione della cappella nel 1602 e che furono sepolti sotto il pavimento della stessa cappella. Sul pavimento, ai lati dell'altare, sono ancora visibili le lapidi sepolcrali dei due fratelli e sulla balaustra lo stemma della famiglia Radice.
Sull'altare la tavola dipinta ad olio raffigurante la Vergine Maria con Bambino tra i Santi Agostino e Francesco d'Assisi è opera di Giuseppe Cesari, noto come il Cavalier d'Arpino, ed è tra le opere di maggior pregio della chiesa.
Gli affreschi della cappella furono eseguiti dal pittore manierista bolognese Baldassarre Croce e raffigurano nella lunetta sopra l'altare gli Apostoli attorno al sepolcro vuoto e fiorito della Vergine Maria, nella vòlta l'Assunzione della Vergine Maria in cielo, sul lato sinistro Sant'Agostino e la madre Santa Monica, sul lato destro San Francesco che assiste i poveri. Nel sottarco i quattro dottori della Chiesa d'Occidente: Girolamo, Ambrogio, Agostino e Gregorio. Nell'arco i quattro Evangelisti: Matteo, Marco, Luca e Giovanni.
Sulle pareti laterali invece due monumenti funebri ottocenteschi: a destra in suffragio del giovane ventenne soldato pontificio Augusto Maria Radice; a sinistra della nonna Maddalena Sisti Radice.
Ai lati della pala due colonne in marmo giallo brecciato. A lato sinistro è collocata una tela ovale di autore anonimo, verosimilmente settecentesca, raffigurante Santa Giacinta Marescotti.

### Cappella privilegiata di San Gregorio Magno

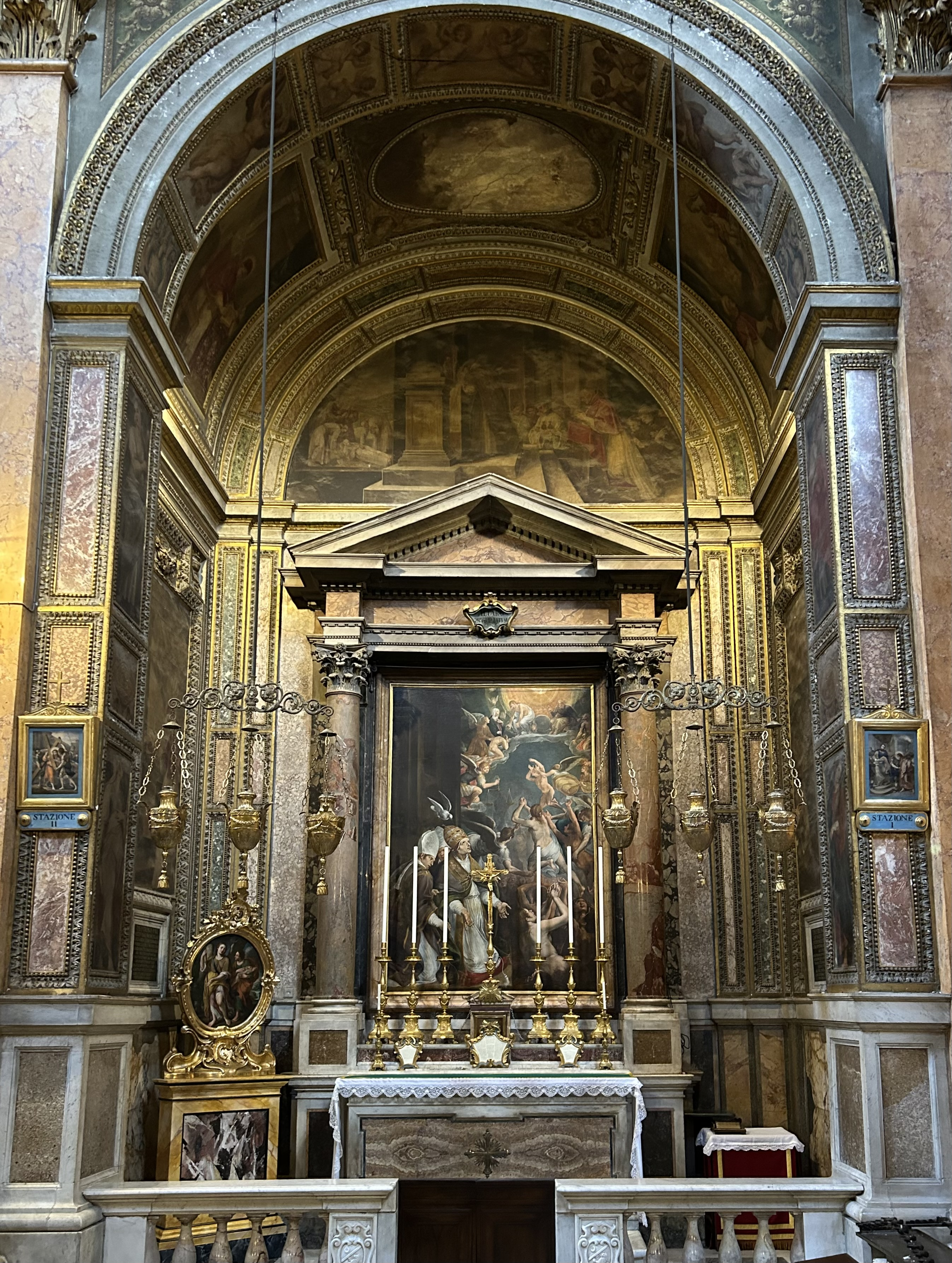
La cappella privilegiata di San Gregorio Magno

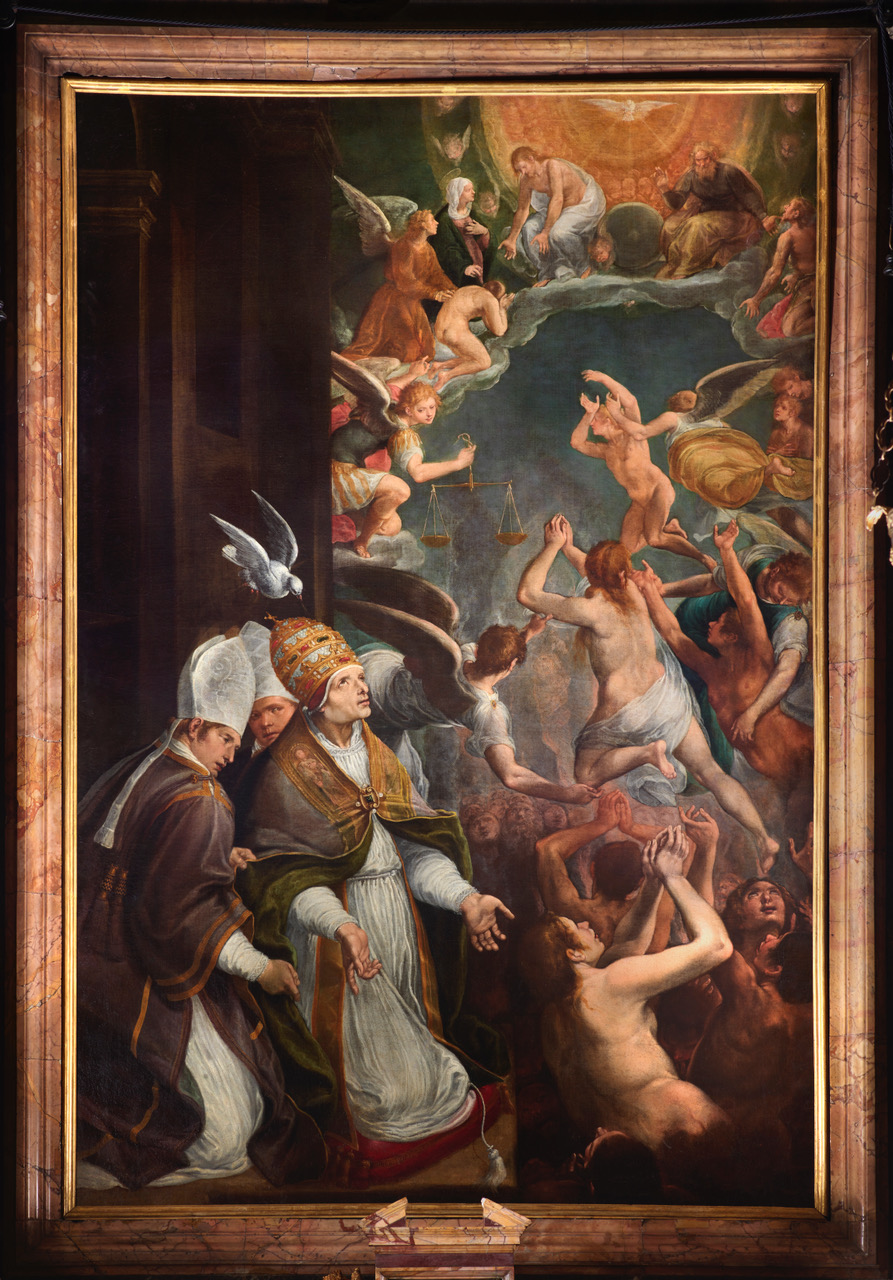
San Gregorio Magno che intercede presso la Santissima Trinità e Maria Santissima per la liberazione delle anime del Purgatorio di Baldassarre Croce

La terza cappella a sinistra è dedicata a San Gregorio Magno Papa e l'altare fu dichiarato privilegiato nel 1573 da Papa Gregorio XIII con la facoltà di liberare una volta l'anno un condannato a morte, come ricorda l'iscrizione nella parete sinistra.
Sull'altare la pala raffigurante San Gregorio Magno che intercede presso la Santissima Trinità e Maria Santissima per la liberazione delle anime del Purgatorio è opera del pittore manierista bolognese Baldassarre Croce (1558-1628). 
Dello stesso artista anche gli altri affreschi della cappella con episodi della vita di San Gregorio: nella lunetta San Gregorio Magno che assiste alla Messa; nella vòlta a destra Apparizione della Vergine e del Bambino a San Gregorio, a sinistra San Gregorio nel suo studio; sulla parete di destra San Gregorio distribuisce il cibo a dodici poveri, sulla parete di sinistra San Gregorio incontra l'angelo a cui aveva fatto l'elemosina.
Nel sottarco quattro raffigurazioni allegoriche delle tre virtù teologali Fede, Speranza, Carità e della virtù cardinale Prudenza; nell'arco Trionfo di angeli.
Ai lati della pala due colonne in marmo portasanta. A lato sinistro è collocata una tela ovale di autore anonimo raffigurante San Raffaele Arcangelo e Tobia.

### Cappella della Madonna e dei Santi Giuseppe e Benedetto Abate

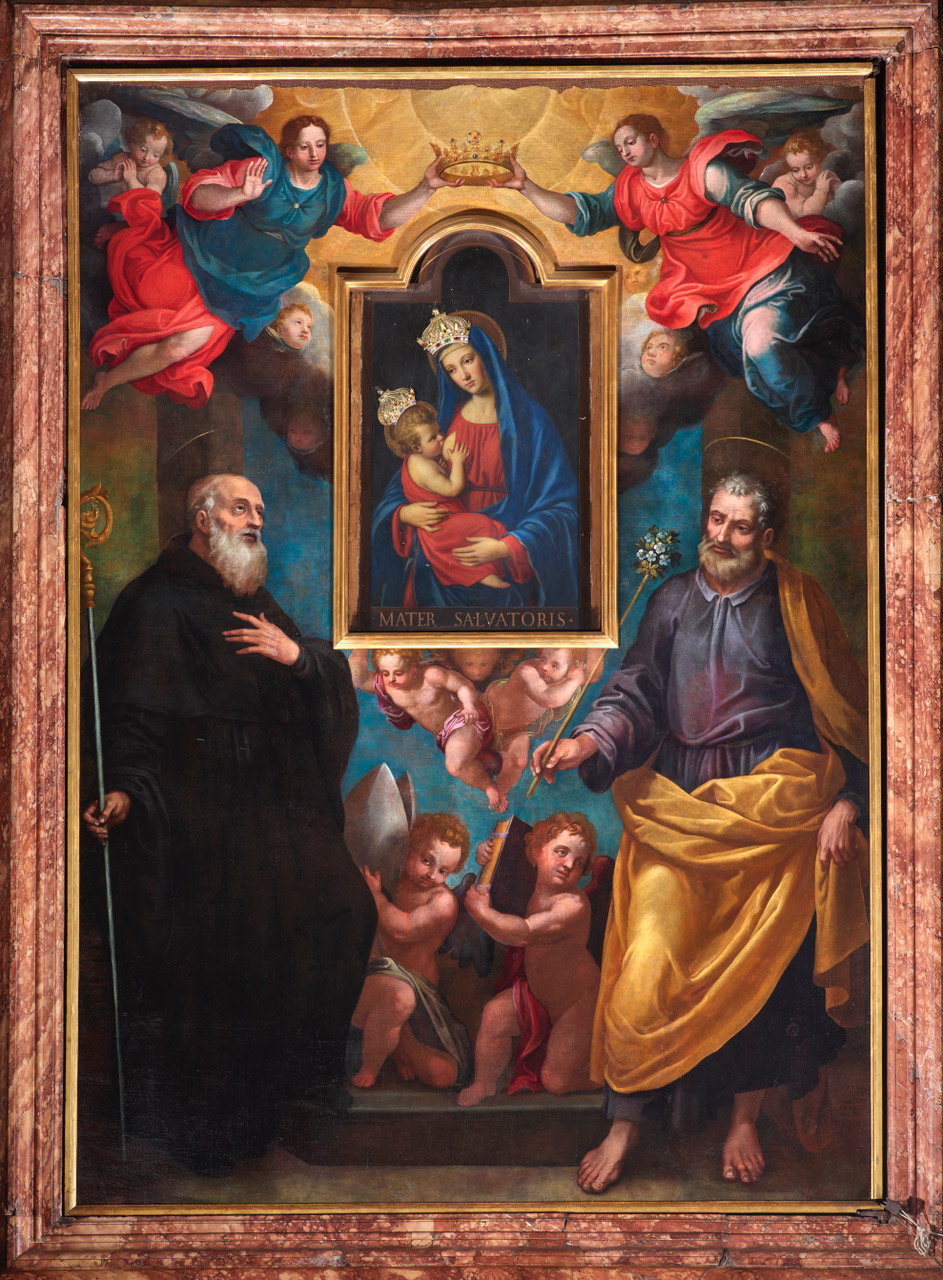
Mater Salvatoris del Sassoferrato tra i santi Giuseppe e Benedetto Abate

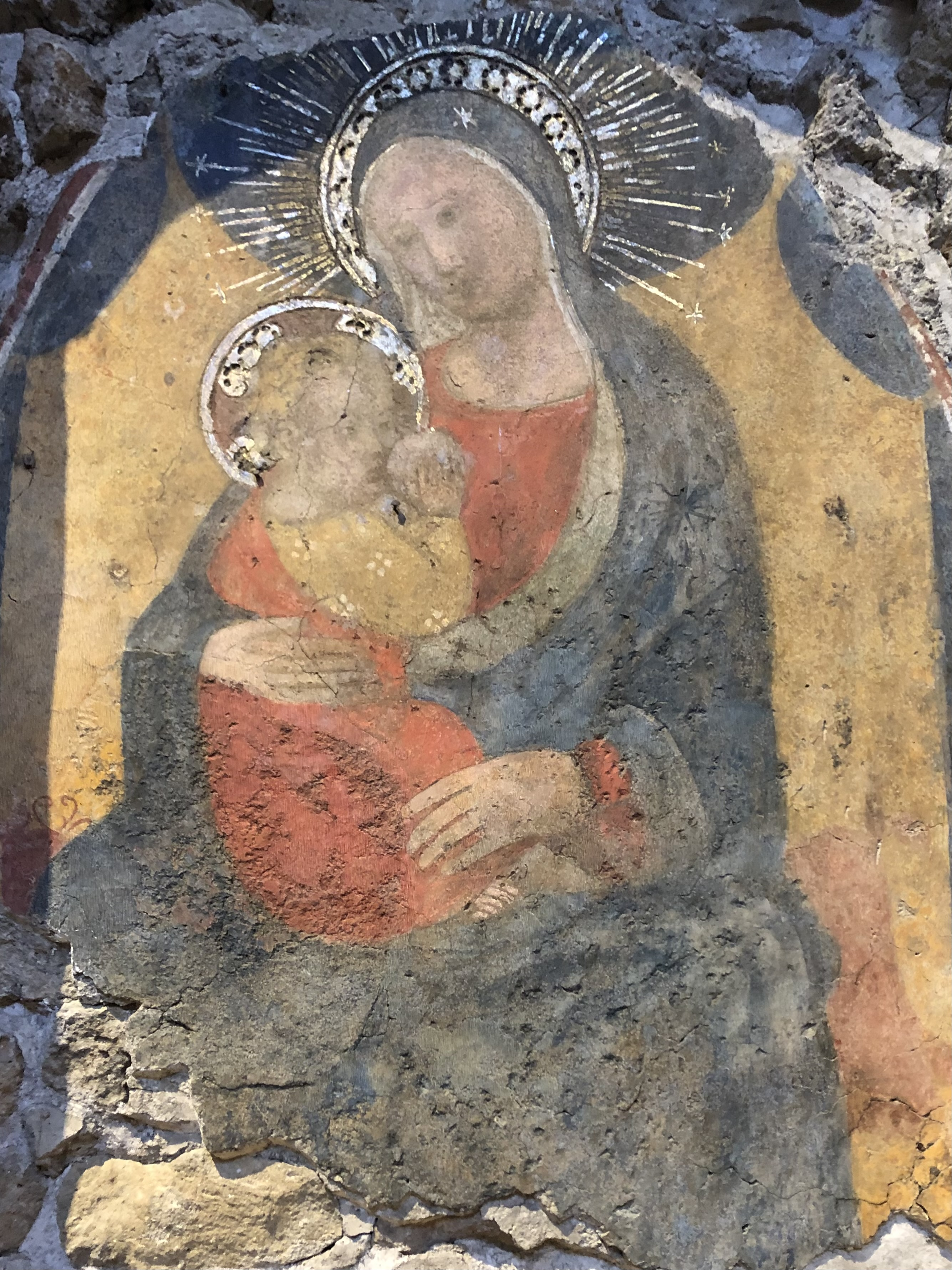
Miracoloso affresco trecentesco dietro il dipinto del Sassoferrato

La quarta cappella a sinistra è dedicata alla Vergine Maria sotto il titolo di Auxilium Christianorum, a San Giuseppe e a San Benedetto Abate, a ricordo dell'antico nome della chiesa scomparsa di San Benedetto in Arenula sul cui sito fu edificata l'attuale chiesa.
La pala dei Santi Giuseppe e Benedetto abate fu realizzata ad olio da Giovanni Battista Ricci da Novara tra il 1613 ed il 1618 per racchiudere il miracoloso affresco trecentesco della Madonna che allatta il Bambino. Questa immagine era in origine una madonnella votiva posta all'esterno di Palazzo Capranica della Valle ma essendo ritenuta miracolosa dal popolo nel 1562 Papa Paolo IV ne ordinò la traslazione nella scomparsa chiesa di San Benedetto in Arenula e nel 1613 durante i lavori di costruzione dell'attuale chiesa fu posta nell'attuale collocazione, come ricorda una lapide marmorea posta a sinistra dell'altare. Nel 1654 il Venerabile Capitolo di San Pietro incoronò solennemente l'immagine con una corona d'oro, confiscata poi dalla Repubblica Francese. 
Attualmente è visibile in luogo dell'affresco medievale una tavola ad olio della Madonna che allatta il Bambino realizzata da Giovanni Battista Salvi, detto il Sassoferrato, realizzata a protezione dell'antica immagine miracolosa. Nei tempi liturgici di penitenza anche il quadro del Sassoferrato è nascosto alla vista dei fedeli da una tenda in seta e lama dorata ricamata con il monogramma mariano, che sale e scende attraverso una macchina barocca fatta di rulli e corde posta dietro la pala. Sull'altare due colonne in marmo portoro e al centro del paliotto una grata dietro la quale furono traslate le reliquie di San Giovanni Battista de Rossi dopo la beatificazione.

### Altar maggiore della Santissima Trinità

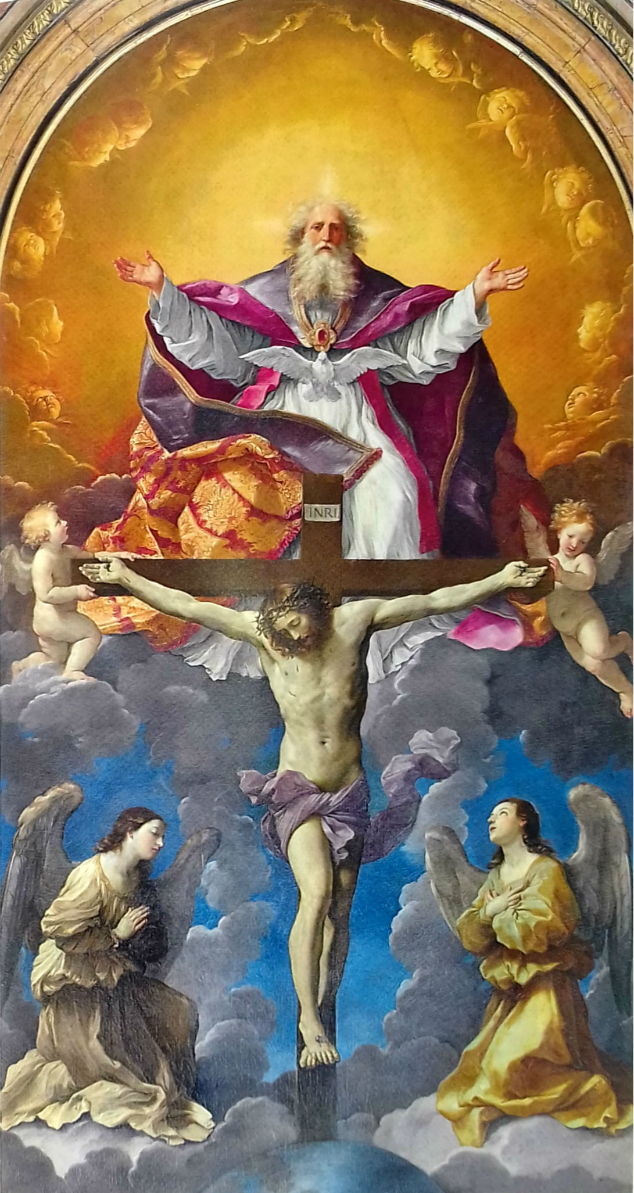
La Santissima Trinità di Guido Reni

La cappella dell'altar maggiore è dedicata alla Santissima Trinità, alla quale è consacrata l'intera chiesa. I lavori di allestimento del presbiterio furono eseguiti nel 1616 sotto la direzione di Domenico Pozzi († 1638), ma l'attuale sistemazione è frutto dei restauri ottocenteschi che ne ingrandirono l'intera cappella e la decorarono con marmi a scagliola.

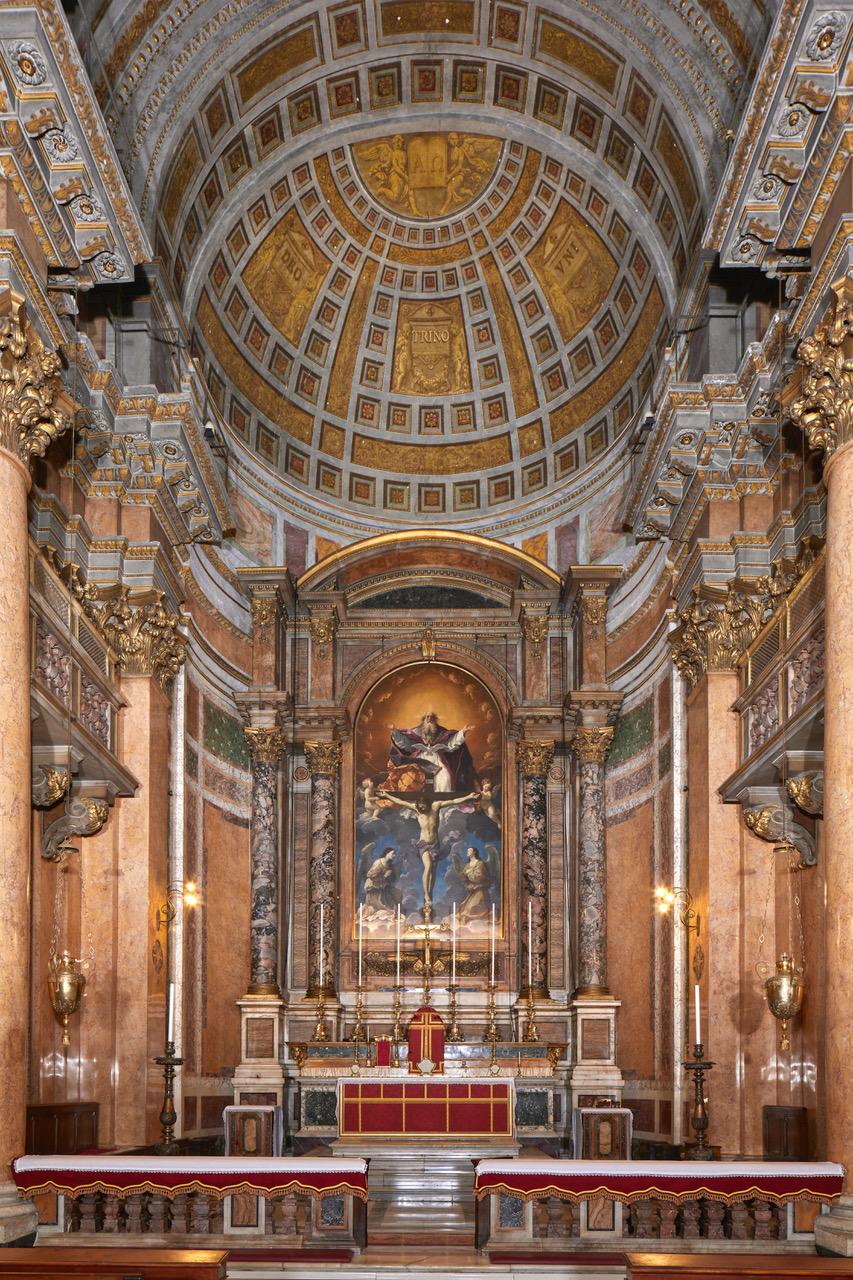
Vista dell'altar maggiore

La pala d'altare raffigurante la Santissima Trinità è opera del celeberrimo pittore bolognese Guido Reni. La tela fu commissionata al pittore dal cardinale Ludovico Ludovisi, nipote di Papa Gregorio XV e protettore dell'Arciconfraternita della Santissima Trinità dei Pellegrini e Convalescenti. Fu realizzata a Bologna in soli 27 giorni e trasportata a Roma nell'estate del 1625. Guido Reni riscosse soltanto l'anno successivo un compenso totale di 800 scudi.
Nel catino absidale le decorazioni a finto cassettonato con l'iscrizione DEO / TRINO / VNI (al Dio Trino ed Unico) risalgono ai lavori di abbellimento ottocentesco, e nello stesso stile erano anche le perdute decorazioni sulla vòlta della chiesa.
Ai lati della pala d'altare si ergono quattro grandi colonne in prezioso marmo africano e sul presbiterio si affacciano due cantorie in marmo, stucchi e legno.
Sul pavimento sono presenti una botola per la fossa comune e due lapidi sepolcrali, una in ricordo del cardinale protettore dell'Arciconfraternita Pietro Francesco Galleffi e l'altra del reverendo don Persiano Rosa, confessore e direttore spirituale di San Filippo Neri.
Nel presbiterio sono presenti anche due grandi pregevolissimi torcieri in bronzo sbalzato e cesellato, opera del bolognese Orazio Censore (1569-1622), datati sul nodo al 1616 e offerti in occasione della consacrazione della chiesa dal Senato di Roma, di cui compare tre volte la sigla SPQR.
Dentro l'altare dall'anno 1644 è sepolto il corpo di Sant'Antonio martire, che subì il martirio con altri ventuno compagni sotto Valeriano e di cui è visibile la lapide tombale dietro lo stesso altare.

### La cupola

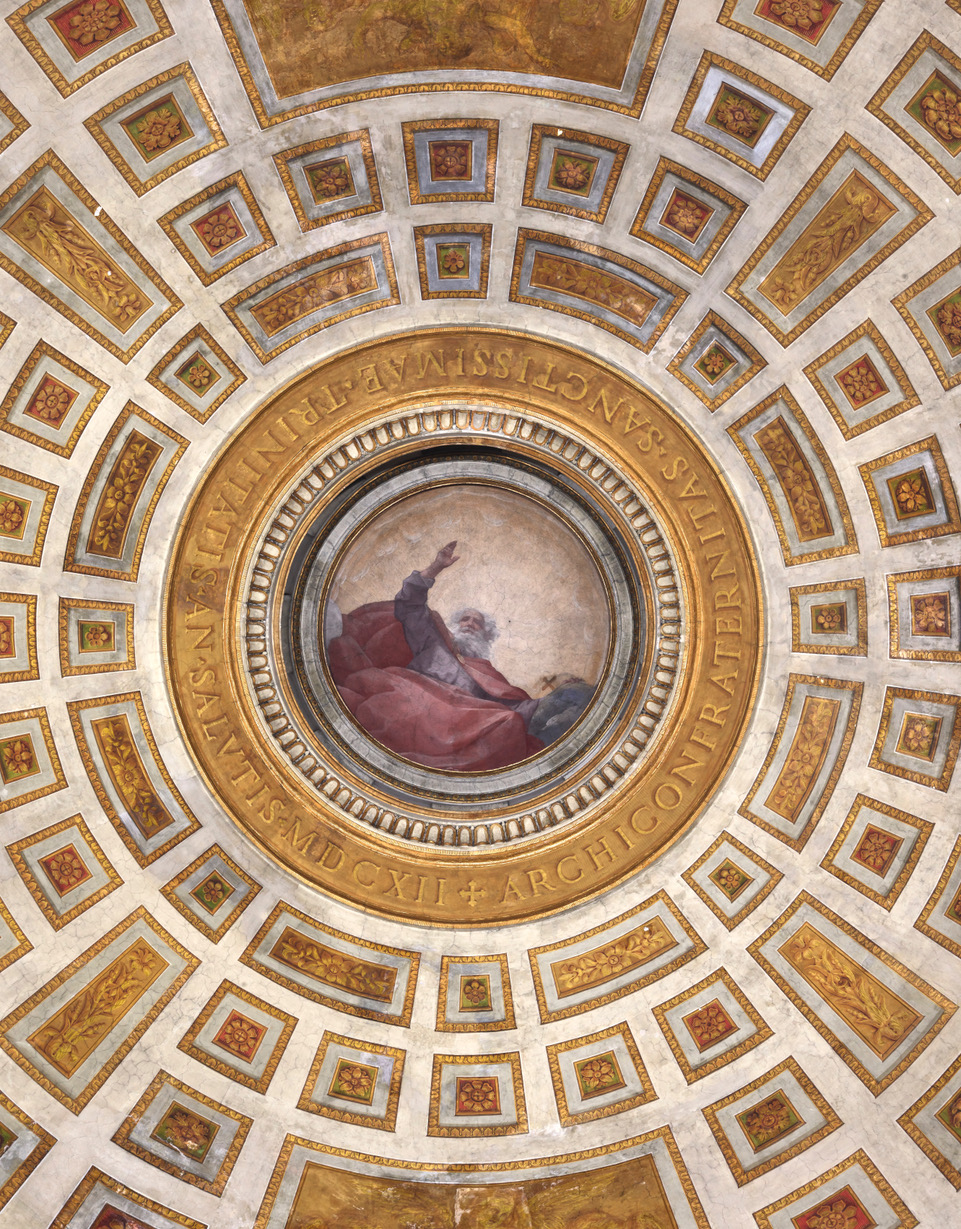
Dio Padre di Guido Reni, dettaglio nella lanterna della cupola

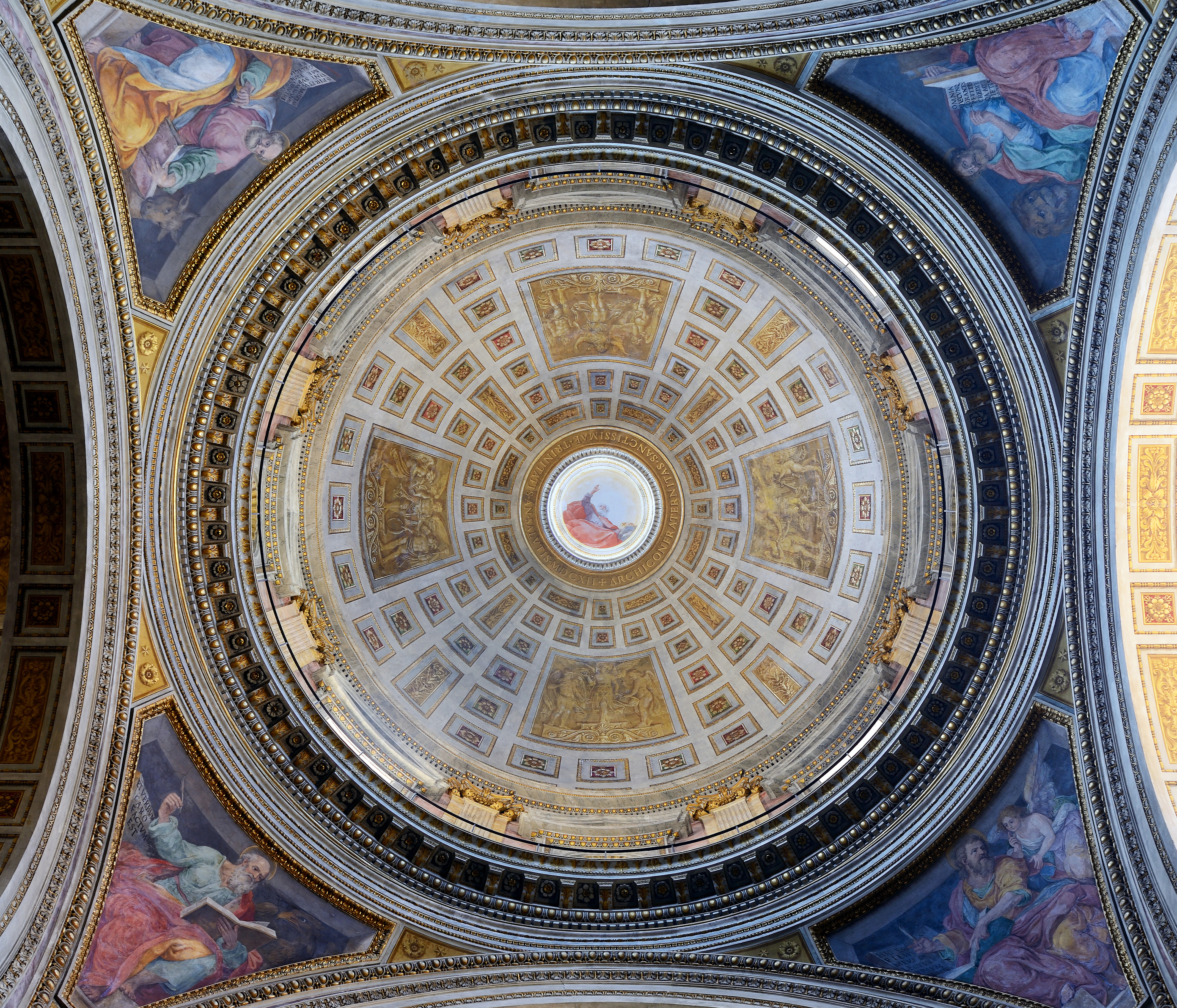
La cupola

La cupola della chiesa fu realizzata nel 1612 durante i lavori di costruzione eseguiti da Giovan Paolo Maggi. L'architetto romano Giovan Battista Contini aggiunse quattro contrarchi di rinforzo sorretti da otto colonne di ordine gigante in travertino, rivestiti di scagliola rossa durante i lavori di abbellimento ottocenteschi.
Il tamburo decorato durante i lavori ottocenteschi alterna quattro finestre a quattro nicchie. La cupola di alto sviluppo, decorata a finto cassettonato e lumeggiature in oro, culmina con una lanterna da cui si affaccia l'affresco di Dio Padre di Guido Reni.
Nei pennacchi sono raffigurati i quattro Evangelisti, realizzati da Giovanni Battista Ricci da Novara, posteriori al 1612, anno di realizzazione della cupola.

### Sagrestia
La spaziosa sagrestia fu realizzata in occasione dei lavori di costruzione della chiesa ultimati nel 1616.
Al centro della vòlta a botte un affresco raffigurante il triangolo Trinitario, con intorno una cornice in stucco.

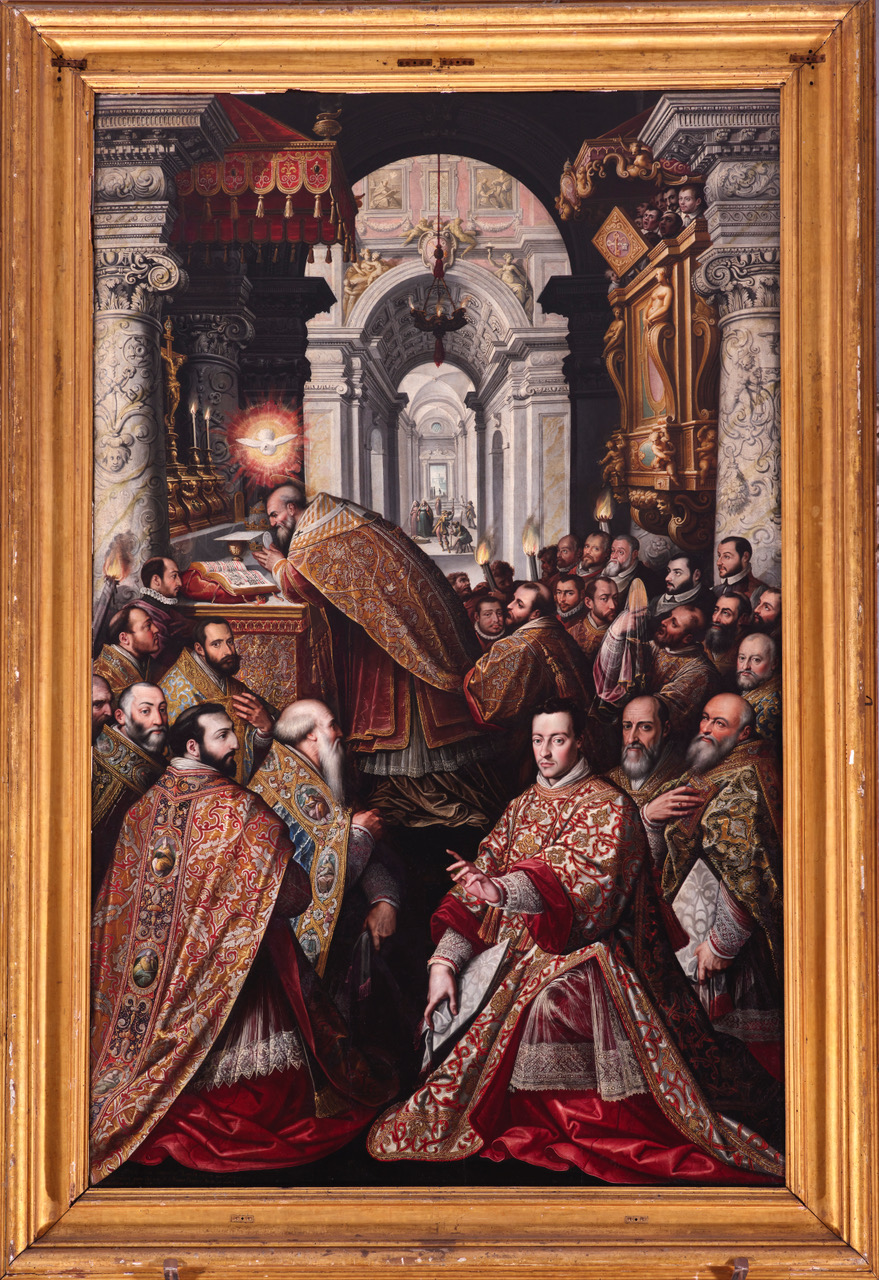
La Messa di San Gregorio Magno di Iacopo Zucchi

Sulla parete d'ingresso l'imponente tavola dipinta ad olio di Iacopo Zucchi raffigurante La Messa di San Gregorio Magno, già sull'altare dello scomparso Oratorio in Via delle Zoccolette e commissionata dal Cardinale Ferdinando de Medici nel 1572. La scena si svolge all'interno di un'immaginaria Basilica di San Pietro, i cui lavori all'epoca non erano ancora stati ultimati. San Gregorio Magno che celebra la Santa Messa è rappresentato con il volto del Papa regnante al tempo Gregorio XIII, alla folta presenza del Sacro Collegio e di nobili, i cui volti sono dei veri e propri ritratti, la cui perfezione rende l'opera tra le più insigni della chiesa. Sono riconoscibili ad esempio il cardinale committente del quadro Ferdinando de Medici, il cardinal nipote Filippo Boncompagni, il cardinal Gerolamo Morone, il cardinal Filippo Guastavillani, il cardinal Andrea d'Asburgo, il cardinal Alessandro Farnese, il figlio naturale del Papa Giacomo Boncompagni, il principe assistente al soglio pontificio Marcantonio Colonna e nella cantoria il compositore Giovanni Pierluigi da Palestrina.

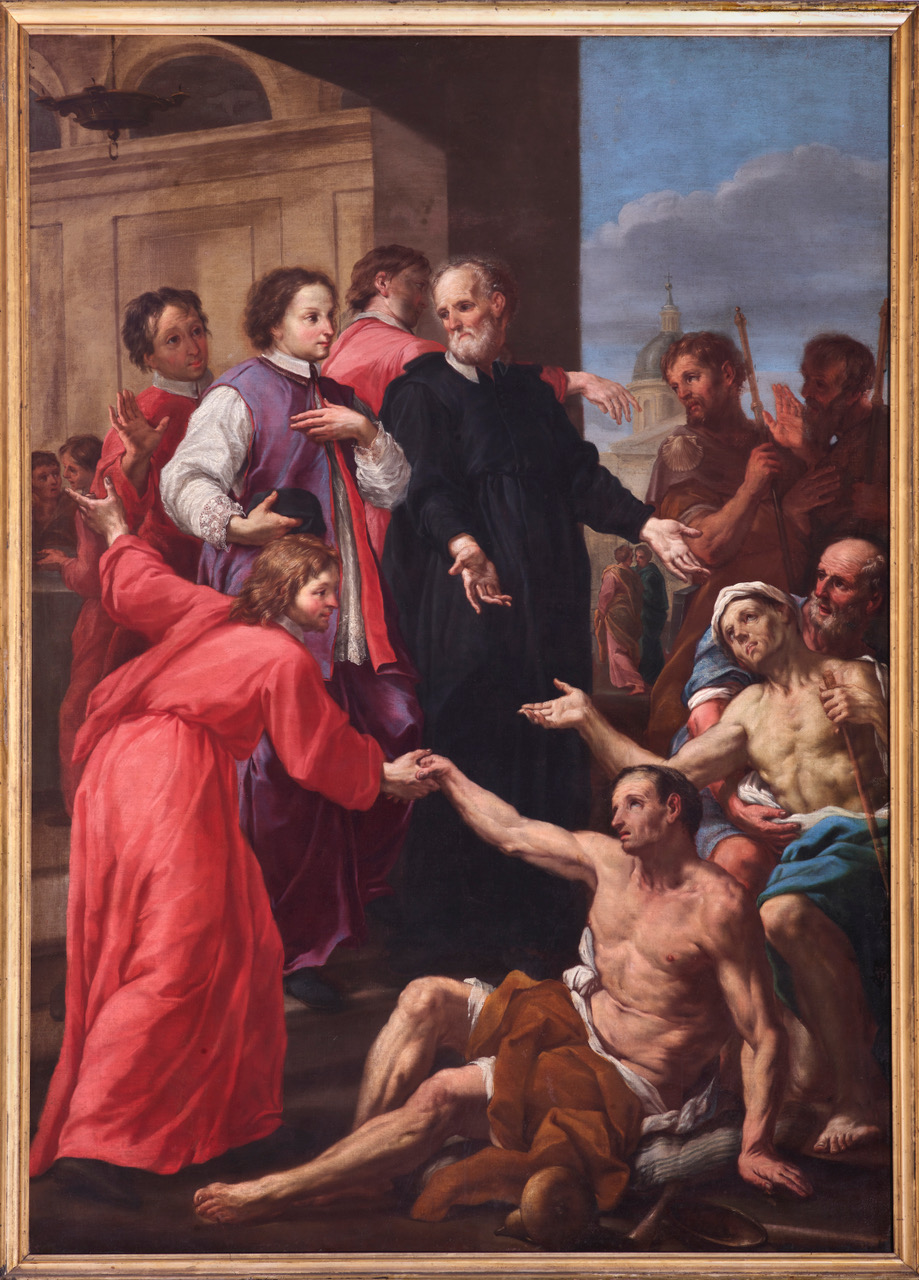
San Filippo Neri, Accoglienza ai convalescenti

Ai piedi un busto in marmo di Carrara raffigurante San Filippo Neri offerto dalla confraternita della Santissima Trinità e San Ceccardo di Carrara nel 1830 all'Arciconfraternita della Santissima Trinità dei Pellegrini e Convalescenti di Roma.
Sull'altare la tela dell'Annunciazione realizzata da Giovanni Battista Ricci da Novara, un tempo collocata in chiesa nell'attuale cappella di San Giovanni Battista de Rossi. Ai lati dell'altare due tavole in legno dipinto ad olio raffiguranti San Filippo Neri e San Carlo Borromeo.
Al di sopra delle quattro porte seicentesche in noce sono collocate quattro tele di autore anonimo seicentesco relative all'opera pia compiuta da San Filippo Neri nel contesto della Trinità dei Pellegrini: la Lavanda dei piedi ai pellegrini, l'Accoglienza ai convalescenti, la Predica di San Filippo Neri ai pellegrini e San Filippo Neri che serve il pasto ai pellegrini nel refettorio.
Nelle sale adiacenti alla sagrestia si conservano diversi ritratti di cardinali protettori dell'Arciconfraternita della Santissima Trinità dei Pellegrini e Convalescenti databili tra il XVII e il XX secolo; vari dipinti su tela di santi e beati; una preziosa tela di autore anonimo del XVII secolo raffigurante l'Ospitalità di San Filippo Neri e la distribuzione del pasto alla mensa dei pellegrini nel Refettorio della Trinità dei Pellegrini, in cui sono rappresentati San Filippo Neri, vari cardinali, prelati e nobili servire il cibo ai pellegrini ospiti che giungono in processione.

## Organi

### Organo maggiore
Un grande organo posto nella cantoria della controfacciata fu realizzato nel 1623 per volere del cardinale Alessandro Damasceni Peretti fu sostituito nel 1848 dall'organaro Gaetano Priori, che aggiunse diversi nuovi registri rispetto ai precedenti. Le decorazioni lignee sono opera di Antonio Sarti.

### Organo mobile
Un organo mobile di tipo ad ala, riconducibile alla bottega degli organari Testa e Catarinozzi e databile alla seconda metà del Seicento, è collocato nei pressi dell'altare maggiore. Era originariamente destinato all'accompagnamento delle sacre funzioni nello scomparso Oratorio della SS. Trinità dei Pellegrini in Via delle Zoccolette ed era posto su palchi appositamente allestiti in occasione di processioni.
Dopo decenni di incuria e di abbandono un recente restauro finanziato dalla Fraternità Sacerdotale San Pietro ad opera della ditta organaria Organi Famiglia Pradella ha restituito il suono dello strumento alle celebrazioni liturgiche della parrocchia.
È dotato di sette registri reali e tiratutti, di tastiera di 45 tasti in bosso-ebano con ottava scavezza.
Disposizione fonica:
Principale 8'
Ottava 4'
XV
XIX
XXII
XXVI
XXIX
Accessori: Tiratutti
Corista: 415 Hz
Temperamento: 1/6 di comma sintonico.

## Parrocchia

Presepe della Regola, 2022

Per volontà di Papa Benedetto XVI e del cardinale vicario Camillo Ruini, la domenica di Pasqua 23 Marzo 2008 presso la chiesa della Santissima Trinità dei Pellegrini è stata eretta una parrocchia personale affidata alla Fraternità Sacerdotale San Pietro, per assicurare l'assistenza spirituale e liturgica ai fedeli della Diocesi di Roma che intendono seguire la Santa Messa e i Sacramenti secondo il rito tridentino.
Oltre la regolare e ordinaria assistenza spirituale, la parrocchia si è interessata negli anni a restaurare diverse opere d'arte della chiesa, ad aggiungere una terza campana sul campanile e ad elettrificare le preesistenti, a provvedere ai lavori di restauro della facciata esterna, a restaurare le suppellettili e arredi sacri antichi, a commissionarne di nuove in funzione delle varie azioni liturgiche dell'anno, a realizzare un presepe napoletano monumentale visibile nel periodo natalizio ambienatato nel Rione Regola e riproducente alcuni antichi mestieri del rione.

## Nei media

Scena in Sono un fenomeno paranormale

- Nel film Sono un fenomeno paranormale, è girata all'interno della chiesa e della sagrestia la scena in cui il protagonista professor Roberto Razzi, interpretato da Alberto Sordi, si reca in chiesa dopo lungo tempo e si intrattiene col parroco don Agostino.
- Nelle adiacenze della sagrestia sono state girate anche alcune scene del film Dio li fa poi li accopia interepretato da Johnny Dorelli e Lino Banfi e de La vedova del trullo con Mario Carotenuto e Renzo Montagnani.
- La scena finale del film Il vizietto (1978) è stata girata in questa chiesa.

## Galleria fotografica

Messa solenne nella Notte di Natale
Altare durante le Solenni Quarantore
Catafalco funebere per i defunti
Processione Corpus Domini
Messa Pontificale di un Cardinale
Rosario del mese di maggio
Sepolcro del Giovedì Santo
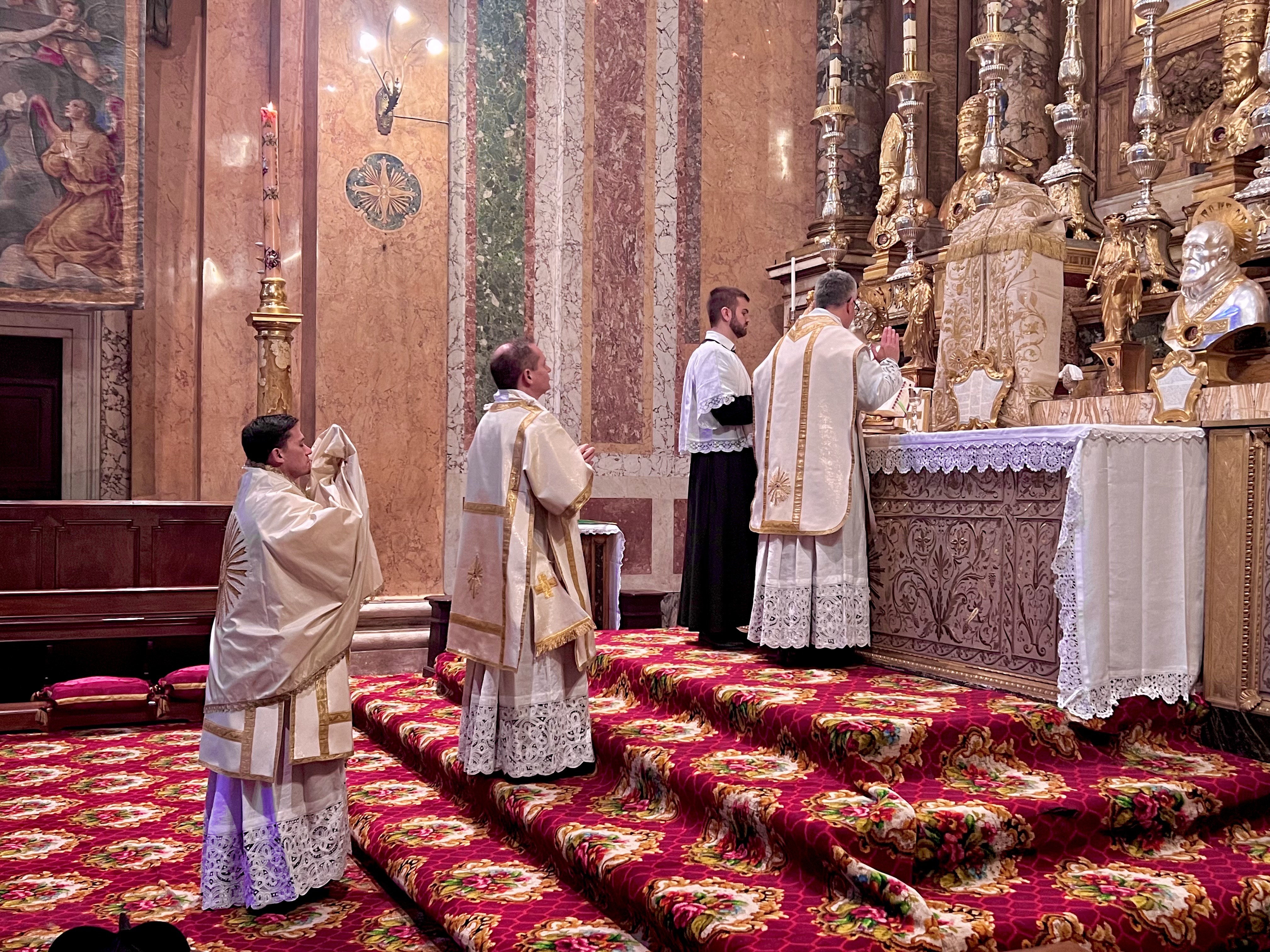
Messa solenne domenicale